# Убийца Будды
«Уби́йца Бу́дды» (кит. 佛掌皇爺, англ. The Buddha Assassinator) — гонконгский фильм режиссёра Дун Цзиньху, вышедший в 1980 году.

## Сюжет
Сиу Хой — ученик кунг-фу, служащий при храме. Его дядя — бывший мастер техники кунг-фу «Ладонь Будды». Когда князь Чой посещает храм, Сиу Хой срывает покушение на князя со стороны местных бунтовщиков. Князь берёт парня на службу, намереваясь использовать его в качестве приманки, чтобы выявить повстанцев. Дядя просит Сиу Хоя проследить за князем, чтобы узнать, какую технику кунг-фу он практикует. Когда племянник рассказывает, что он увидел, дядя решает, что это стиль «Кулак Лохань». Затем дядя убеждает парня попросить князя научить его этой технике, в то время как дядя учит Сиу Хоя технике «Ладонь Будды», способной противостоять стилю князя. Однаждя князь узнаёт, чей племянник Сиу Хой, и просит парня привести дядю. Во дворце завязывается драка, так как князь намеревается уничтожить всех представителей техники «Ладонь Будды». Дяде удаётся сбежать. Князь приказывает своим людям найти и убить Сиу Хоя и его дядю. Тем временем беглецы прячутся в лесу, где дядя обучает юношу пяти элементам «Ладони Будды». В конце концов люди князя находят двух беглецов, после чего им обоим приходится сразиться с князем.

## В ролях
| Актёр        | Роль              |
| ------------ | ----------------- |
| Хван Чжон Ри | князь Чой         |
| Ман Хой      | Сиу Хой           |
| Чинь Ютсан   | дядя Сам Лук      |
| Лун Фэй      | Мо                |
| Ху Цзинъин   |                   |
| Хоу Бовэй    | Чхоу И            |
| Фан Фан      | Мэй               |
| Гань Дэмэнь  | настоятель Фун Юн |
| Юй Сунчжао   | Чхинь             |
| Чён Икуай    | убийца в храме    |